# César pro nejlepší frankofonní film
César pro nejlepší frankofonní film (César du meilleur film francophone) byla jedna z kategorií francouzské filmové ceny César, která se udělovala v letech 1984–1986. Byla určena filmům z frankofonních zemí. 

## Vítězové a nominovaní
- 1984: V bílém městě (Dans la ville blanche), Švýcarsko — režie: Alain Tanner
  - Netrpělivost (L'Allégement), Švýcarsko — režie: Marcel Schüpbach
  - Benvenuta, Belgie — režie: André Delvaux
  - Bonheur d'occasion, Kanada — režie: Claude Fournier
  - Le Lit, Belgie — režie: Marion Hänsel
  - Rien qu'un jeu, Kanada — režie: Brigitte Sauriol

- 1985: Boží dar (Wend Kuuni), Burkina Faso — režie: Gaston Kaboré

- 1986: Derborence, Švýcarsko — režie: Francis Reusser
  - La Dame en couleurs, Kanada — režie: Claude Jutra
  - Dust, Belgie — režie: Marion Hänsel
  - Je vous salue, Marie, Švýcarsko — režie: Jean-Luc Godard
  - Visage pâle, Kanada — režie: Claude Gagnon
  - Vivement ce soir, Belgie — režie: Patrick Van Antwerpen